# Ys Origin
Ys Origin (イース・オリジン) là trò chơi điện tử thể loại nhập vai do Nihon Falcom phát triển và phát hành cho hệ điều hành Microsoft Windows. Trò chơi đã phát hành hành vào ngày 21 tháng 12 năm 2006 tại Nhật Bản sau đó bắt đầu phát hành ra thị trường quốc tế vào ngày 31 tháng 5 năm 2012 thông qua hệ thống phân phối trực tuyến Steam, phiên bản quốc tế bổ sung khả năng hỗ trợ màn hình rộng vốn đã trở nên phổ biến khi đó.
Tác phẩm lấy bối cảnh trước khi xảy ra các sự kiện của bảy trò chơi trước trong dòng Ys là 700 năm trước khi xảy ra các sự kiện trong Ys I và giới thiệu nhiều về các câu chuyện của chi tiết thường xuất hiện của dòng này như Darm Tower, Black Pearl, hai nữ thần sinh đôi và sáu tu sĩ. Người chơi sẽ điều khiển ba nhân vật Yunica Tovah, Hugo Fact và Toal Fact, những người dược chọn để thực hiện cuộc thám hiểm Darm Tower để tìm nguyên nhân mất tích của hai nữ thần sinh đôi và giải cứu họ nếu cần. Mỗi nhân vật có kỹ năng và khả năng chiến đấu cũng như có một câu chuyện riêng để theo dõi giúp người chơi có cái nhìn toàn cảnh hơn, nhân vật thứ ba chỉ có thể chơi được sau khi hai nhân vật đầu hoàn tất câu chuyện của mình.